# Demonax unidentatus
Demonax unidentatus är en skalbaggsart som beskrevs av Dauber 2008. Demonax unidentatus ingår i släktet Demonax och familjen långhorningar. Inga underarter finns listade i Catalogue of Life.